# Stiftung Deutsch-Israelisches Zukunftsforum
Die Stiftung Deutsch-Israelisches Zukunftsforum (Abkürzung: DIZF, hebräisch: קרן פורום העתיד גרמניה-ישראל Keren Forum Ha'Atid Germania-Isra'el) ist eine 2007 durch die Bundesrepublik Deutschland und den Staat Israel gegründete gemeinnützige Stiftung mit Sitz in Berlin. Sie ist fördernd und operativ tätig. Grundsatzziel der Stiftung ist die Förderung von deutsch-israelischen Kooperationen. Dieses Ziel wird langfristig vor allem durch folgende Programme umgesetzt: Projektförderung, Deutsch-Israelisches Zukunftsnetzwerk, Sylke-Tempel-Fellowship und Shimon-Peres-Preis.

## Geschichte
Die Idee für die Stiftung entwickelten der deutsche Bundespräsident und der israelische Staatspräsident anlässlich des 40. Jubiläums der Aufnahme der diplomatischen Beziehungen zwischen der Bundesrepublik Deutschland und dem Staat Israel. Die Stiftung DIZF wurde im Dezember 2007 offiziell gegründet und nahm im Februar 2009 ihre Arbeit auf. Die Stiftung hat es sich zum Ziel gesetzt, junge Menschen aus Israel und Deutschland miteinander in Kontakt zu bringen und sie bei der gemeinsamen Arbeit für eine gemeinsame Zukunft auf Basis der Werte Demokratie, Freiheit und Toleranz zu unterstützen. So sollen vor allem junge Fach- und Führungskräfte zwischen 18 und 45 Jahren in die Ausgestaltung der deutsch-israelischen Beziehungen eingebunden werden.
Der Gründungsvorstand war Botschafter a. D. Albert Spiegel. Von 2009 bis 2016 stand Andreas Eberhardt der Stiftung vor. Seine Nachfolge trat im April 2016 Tamara Or an, die seitdem die Geschäfte der Stiftung leitet. Auch die Arbeit der Stiftung hat sich im Laufe der Jahre gewandelt. Während am Anfang die Förderung von deutsch-israelischen Projekten und Sprachkursen im Zentrum stand, hat die Stiftung heute ihre Arbeit diversifiziert und ist stärker operativ tätig.

## Kuratorium
Das Kuratorium ist das höchste Organ der Stiftung DIZF. Seine Aufgabe liegt in der Beratung, Unterstützung und Überwachung des Vorstands. Die 12 Kuratoriumsmitglieder sind Persönlichkeiten aus Wissenschaft, Medien, Kultur, Wirtschaft und Politik und werden je zur Hälfte von der deutschen und der israelischen Regierung ernannt. Beide Regierungen sind durch jeweils ein Mitglied im Kuratorium vertreten. Den Vorsitz hat seit 2021 die ehemalige Bundesministerin für Wirtschaft und Energie sowie Justiz Brigitte Zypries. Stellvertretender Vorsitzender ist der Geschäftsmann Yair Hamburger. Weitere aktuelle Mitglieder sind: Elke Büdenbender, Doris Dörrie, Menahem Ben-Sasson, Staatssekretär a. D. Hans Bernhard Beus, Ute Frevert, Staatsminister Tobias Lindner, Gadeer Kamal-Mreeh, Botschafter Ron Prosor, Irit Sagi und Nili Shalev.
Zu den ehemaligen Kuratoriumsmitgliedern gehören:
- Shlomo Avineri
- Botschafter a. D. Yoram Ben-Zeev
- Staatsministerin a. D. Maria Böhmer
- Arye Carmon
- Ruthie Eitan
- Michael Federmann (stv. Vorsitzender)
- Botschafter Yaacov Hadas-Handelsman
- Yael Hadass
- Jana Hensel
- Botschafter Jeremy Issacharoff
- Staatssekretär a. D. Michael Jansen (Vorsitzender)
- Netta Korin (stellv. Vorsitzende)
- Esther Lopatin
- Christoph Markschies
- Staatsministerin a. D. Michelle Müntefering
- Staatsminister a. D. Michael Naumann
- Günther Nonnenmacher
- René R. Obermann
- Fania Oz-Salzberger
- Staatsministerin a. D. Cornelia Pieper
- Adar Primor
- Christina Rau
- Daniela Schadt
- Nava Semel (1954–2017)
- Hermann Simon (Vorsitzender)
- Thomas Sparr
- Sylke Tempel (1963–2017)
- David Witzthum
- Regina Ziegler

## Aktivitäten
Neben Veranstaltungen, Online-Talks, der Teilnahme an Fachgesprächen, Öffentlichkeitsarbeit etc. betätigt sich die Stiftung vor allem in der Projektförderung, dem Deutsch-Israelischen Zukunftsnetzwerk, dem Sylke-Tempel-Fellowship und der Verleihung des Shimon-Peres-Preises.

### Projektförderung
Innerhalb der Projektförderung werden bilaterale Kooperationsprojekte zwischen Deutschland und Israel, die sich auf demokratisch-konstruktive Zusammenarbeit konzentrieren und beiden Ländern zugutekommen, unterstützt. Die geförderten Projekte orientieren sich an den Zielen für nachhaltige Entwicklung der Vereinten Nationen (UN-Nachhaltigkeitsziele) und richten sich an Fachkräfte und Multiplikatoren im Alter von 18 bis 45 Jahren. Ziel ist es, Lösungen für aktuelle gesellschaftspolitische Herausforderungen in beiden Demokratien zu entwickeln.
Seit Gründung der Stiftung wurden etwa 200 solcher bilateralen Projekte gefördert.

### Deutsch-Israelisches Zukunftsnetzwerk
Im Jahr startete 2018 startete das Programm „Deutsch-Israelisches Zukunftsnetzwerk“. Hier haben junge Aktivisten, Engagierte und Führungskräfte die Möglichkeit über ehrenamtliche „Matchmaker“ (vermittelnde Netzwerkmitglieder) niederschwellig Partner für deutsch-israelische Kooperationen zu finden. Die „Matchmaker“ sind nach Angaben der Stiftung fast zur Hälfte im Bereich der Zivilgesellschaft aktiv, ca. ein Drittel betätigt sich in Wirtschaft und/oder Wissenschaft, ca. ein Viertel engagiert sich in den Bereichen Technologie und Kunst & Kultur (Mehrfachnennungen waren möglich). Die Online-Plattform des Zukunftsnetzwerkes wird durch das israelische Start-Up Clique zur Verfügung gestellt.
In Anlehnung an das 17. UN-Ziel für nachhaltige Entwicklung, „Partnerschaft zur Erreichung der Ziele“, führte die Stiftung DIZF im Jahr 2022 das Netzwerkprogramm „G17 für Inklusion“ durch, um ein Netzwerk aus deutschen und israelischen Organisationen aufzubauen, die für und mit Menschen mit Behinderungen arbeiten.
Im Jahr 2023 folgte das Netzwerkprogramm „G17 für Pluralismus“.

### Sylke-Tempel-Fellowship
Seit 2019 führt die Stiftung DIZF jährlich ein Fellowship-Programm im Andenken an die Journalistin Sylke Tempel durch, die dem Kuratorium angehörte. Dabei werden Forschungs- und Recherchestipendien an junge Wissenschaftler und Journalisten aus Deutschland und Israel vergeben.
Das Fellowship-Programm wird mit Kooperationspartnern durchgeführt, die mit Sylke Tempel verbunden waren und sich an der thematischen Ausrichtung des Jahrgangs orientieren. Im ersten Jahrgang 2019 kooperierte die Stiftung mit der Deutschen Gesellschaft für Osteuropakunde, der Deutschen Gesellschaft für Auswärtige Politik und dem Zentrum Liberale Moderne. Die im Rahmen des Fellowships erarbeiteten Artikel zu russischsprachigen Gemeinschaften in Deutschland und Israel wurden in einer Ausgabe der Zeitschrift „Osteuropa“ veröffentlicht.
Das Sylke-Tempel-Fellowship 2020 und 2021 thematisiert die Beziehungen zwischen Deutschland, Israel und den USA. Die Stiftung DIZF kooperiert hier mit dem American Jewish Committee, dem European Leadership Network, der Zeitschrift Internationale Politik und Women in International Security. Die Ergebnisse werden in einer Spezialausgabe der Zeitschrift Internationale Politik veröffentlicht.
Das Sylke-Tempel-Fellowships 2022 beschäftigt sich mit „Chinas Einfluss auf Israel und den Nahen Osten“. Die Beiträge der Fellows werden in einer Sonderausgabe der Zeitschrift Internationale Politik (IP) veröffentlicht. Der Jahrgang ist eine Kooperation der Stiftung DIZF mit dem American Jewish Committee Berlin (AJC), der Bar-Ilan Universität, dem European Leadership Network (ELNET) und Women in International Security Deutschland e. V. (WISS.de).
Der Jahrgang 2023/24 steht unter dem Thema „Werte in der Sicherheitspolitik: Von militärischer Stärke bis zu feministischer Außenpolitik“. Er fand in Kooperation mit dem American Jewish Committee Berlin (AJC), der Bar-Ilan Universität, Women in International Security Deutschland e.V. (WIIS.de) und der Zeitschrift Internationale Politik (IP) statt, die die Texte der Fellows in einer Sonderausgabe auf Deutsch und Englisch veröffentlichte.

### Shimon-Peres-Preis
Das Auswärtige Amt vergibt in Kooperation mit der Stiftung DIZF seit 2017 jährlich einen nach dem israelischen Friedensnobelpreisträger Shimon Peres benannten Preis an Projekte und Personen, die sich besonders um die Ausgestaltung der deutsch-israelischen Beziehungen verdient gemacht haben. Die Preisträger werden von einer Jury ausgewählt, der derzeit (Stand August 2024) Daniel Donskoy, Kerstin Griese, Tamar Hay-Sagiv, Andrea Kiewel, Igor Levit, Pola Sarah Nathusius und Brigitte Zypries angehören. In der Vergangenheit gehörten der Jury Christian Berkel, Alice Brauner, Mohammend Darawshe, Kai Diekmann, Anat Feinberg, Dervis Hizarci, Ahmad Mansour, Sara von Schwarze, Hermann Simon, Nadav Tamir, Jutta Weduwen und Antonia Yamin an. Die Jurymitglieder werden vom Bundesminister des Auswärtigen berufen. Bei vergangenen Preisverleihungen traten u. a. Dana International, Idan Raichel und Yoni Peres auf.
Bisherige Preisträger sind:
- 2023: Hashomer Hatzair Deutschland e.V[TS1] ., Hashomer Hatzair in Israel, Havatzelet Group Israel, Jugendbildungsstätte Kurt Löwenstein in Werneuchen/Werftpfuhl (Deutschland), ROSBOT (Deutschland) mit dem Projekt „Finding Romi – ein generationsübergreifendes Geschichtsprojekts“[20] und Die Initiative „VTUU – Viel Theater um uns!“[21] des Helmut-Schmidt-Gymnasiums, mit der Sha’ar HaNegev High School in Sderot (Israel), Jaffa Theatre in Tel Aviv (Israel), Almehabash Theatre in Rahat (Israel) mit dem Projekt „Woher kommt der Hass?“[22]
- 2022: Hebräische Universität Jerusalem (Israel), American Jewish Committee in Berlin (Deutschland), Partner Partners & Company (Israel), TikTok Deutschland (Deutschland), Werk21 (Deutschland) sowie Gedenkstätten und Museen mit dem Projekt „Creating Holocaust Awareness Among German and Israeli Youth on TikTok“ und Strascheg Center for Entrepreneurship der Hochschule München (Deutschland), FOM – Hochschule für Oekonomie und Management (Deutschland), Khalifa University (VAE), Ostbayerische Technische Hochschule Regensburg (Deutschland), Technische Hochschule Deggendorf (Deutschland), Tech7 (Israel) sowie bayerische Unternehmen mit dem Projekt „Bavaria Israel Partnership Accelerator 2021 (BIPA)“

- 2021:Martin Buber Society of Fellows der Hebräischen Universität Jerusalem (Israel) und Institut für Sexualforschung, Sexualmedizin & Forensische Psychiatrie des Universitätsklinikums Hamburg-Eppendorf (Deutschland) mit dem Projekt „InterCare & Awareness“ und Institut für Nationale Sicherheitsforschung in Tel Aviv (Israel), Shenkar Colleges in Ramat Gan (Israel), dem Goethe-Institut in München (Deutschland) und der Universität der Künste Berlin (Deutschland) mit dem Projekt „Negotiation Matters“

- 2020: Society for the Protection of Nature in Israel (SPNI) (Israel), Naturschutzbund Deutschland e. V. (NABU) (Deutschland), Naturschutzjugend (NAJU) (Deutschland) mit dem Projekt „Environmental Educational Partnership between Israel and Germany“ und Bildungsstätte Bredbeck (Deutschland), Sapir College Sderot, Department of Public Policy and Administration (Israel), Universität Bremen, Institut für Religionswissenschaft und –Pädagogik (Deutschland) mit dem Projekt „Inclusion in German and Israeli Societies – challenges in social and youth work“

- 2019:Arbeitsgemeinschaft Jugendfreizeitstätten Sachsen e. V. (Deutschland) und Sapir College (Israel) mit dem Projekt „Professional Exchange: Understanding and Responsibilities“ und Adam Institute for Democracy and Peace (AI) (Israel) und Akademie Führung & Kompetenz am Centrum für angewandte Politikforschung, Ludwig-Maximilians-Universität München (CAP) (Deutschland) mit dem Projekt „Mehr als eine Demokratie“

- 2018: other music e. V./Yiddish Summer Weimar (Deutschland) & Music Department University of Haifa/Arab-Jewish Orchestra (Israel) mit dem Projekt „Caravan Orchestra“ und Gesher Multicultural Film Fund (Israel), ANU-Making Change (Israel), GREENproductions, (Israel) & One Two Films (Deutschland) mit dem Projekt „Out of Place“

- 2017: Microfy (Israel) & Migration Hub (Deutschland) mit dem Projekt „Exchange on Social Entrepreneurship“' und Yasmeen Godder Company (Israel) & Monica Gillette (Deutschland) mit dem Projekt „Störung“[23]

Im Jahr 2024 wird als Reaktion auf den Angriff der Hamas auf Israel am 7. Oktober 2023 zusätzlich zum regulären Shimon-Peres-Preis auch einmalig der Shimon-Peres-Sonderpreis verliehen. Mit der Verleihung des Sonderpreises sollen außergewöhnliche Leistungen und Engagement der israelischen Zivilgesellschaft im Umgang mit den Auswirkungen des 7. Oktobers 2023 ausgezeichnet werden.

### Kooperationen
Zusätzlich zu regulär durchgeführten Programmen der Stiftung DIZF, führt die Stiftung regelmäßig Kooperationsprojekte durch. Im Juni 2022 wurde das Projekt „Brücken bauen für die Zukunft“ ins Leben gerufen, welches die Stiftung DIZF in Kooperation mit dem Zentralverband des Deutschen Handwerks und dem Leo Baeck Institut Jerusalem initiierte. Im Rahmen eines Fachkräfte-Austauschs zwischen israelischen und deutschen Handwerks-Auszubildenden, soll ein bilateraler Wissens- und Erfahrungsaustausch aufgebaut werden, um eine langfristige Vernetzung verschiedenster Gewerke aus Israel und Deutschland zu etablieren. Als Startprojekt dient dabei die Renovierung des Leo Baeck Instituts in Jerusalem.
Nach den Angriffen der Hamas am 7. Oktober 2023, führte die Stiftung DIZF gemeinsam mit dem American Jewish Committee Berlin (AJC), der Alfred Landecker Foundation und der WerteInitiative eine Social-Media-Kampagne durch, die unter dem #BelieveIsraeliWomen auf die oftmals übersehenen Formen der sexualisierten und misogynen Gewalt der Hamas aufmerksam machte.